# Царівка (Воронезька область)
Царівка (рос. Царёвка) — село у Павловському районі Воронезької області Російської Федерації.
Населення становить 73 особи. Входить до складу муніципального утворення Гаврильське сільське поселення.

## Історія
Населений пункт розташований у межах суцільної української етнічної території, на теренах Східної Слобожанщини.
Від 1928 року належить до Павловського району, спочатку у складі Центрально-Чорноземної області, а від 1934 року — Воронезької області.
Згідно із законом від 15 жовтня 2004 року входить до складу муніципального утворення Гаврильське сільське поселення.

## Населення
| 2007 | 2009 | 2010 | 2011 | 2014 |
| ---- | ---- | ---- | ---- | ---- |
| 65   | ↗75  | ↗91  | ↘76  | ↘73  |